# Mauthe (Uhrenhersteller)

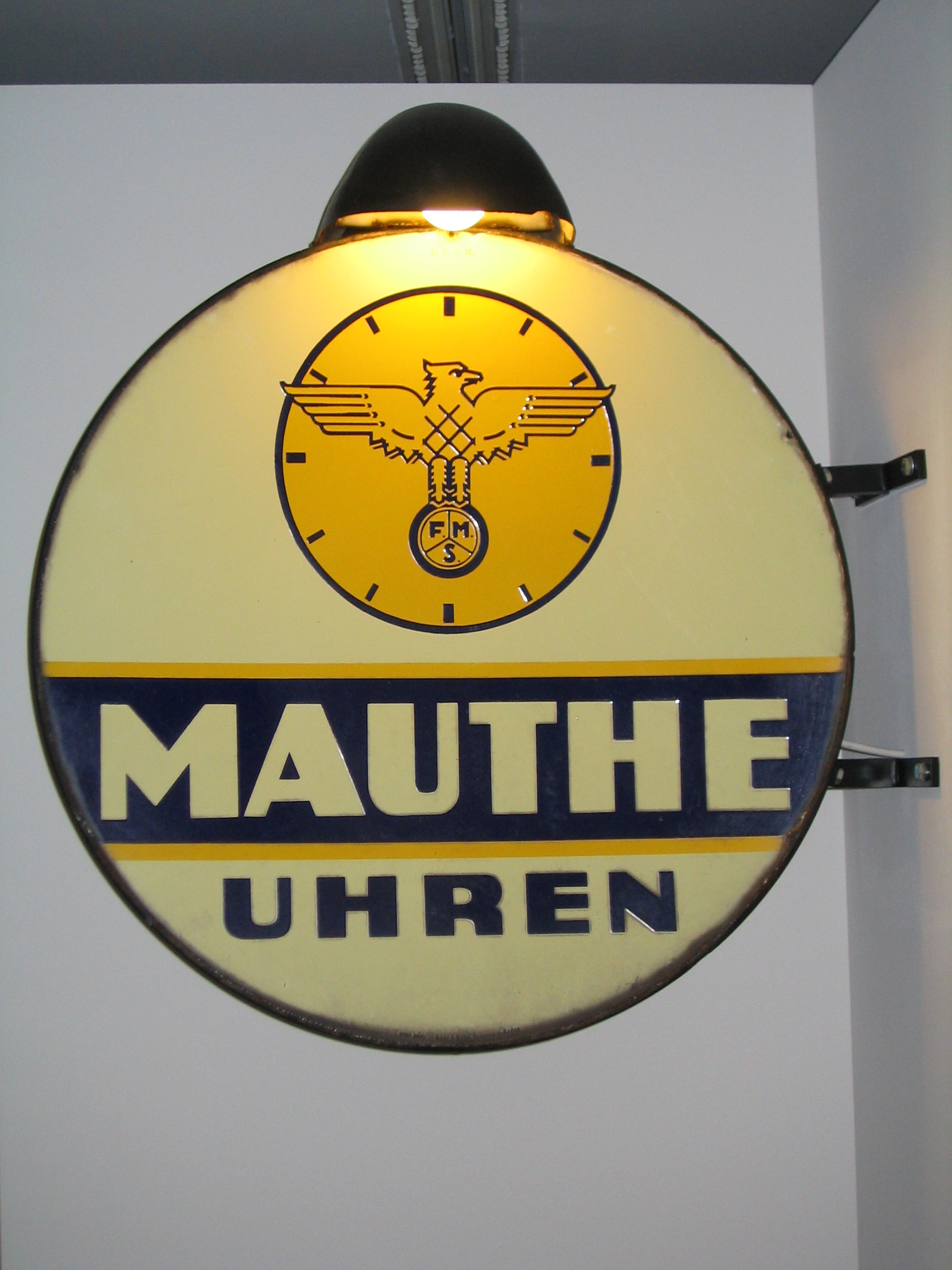
Werbeschild im Deutschen Uhrenmuseum

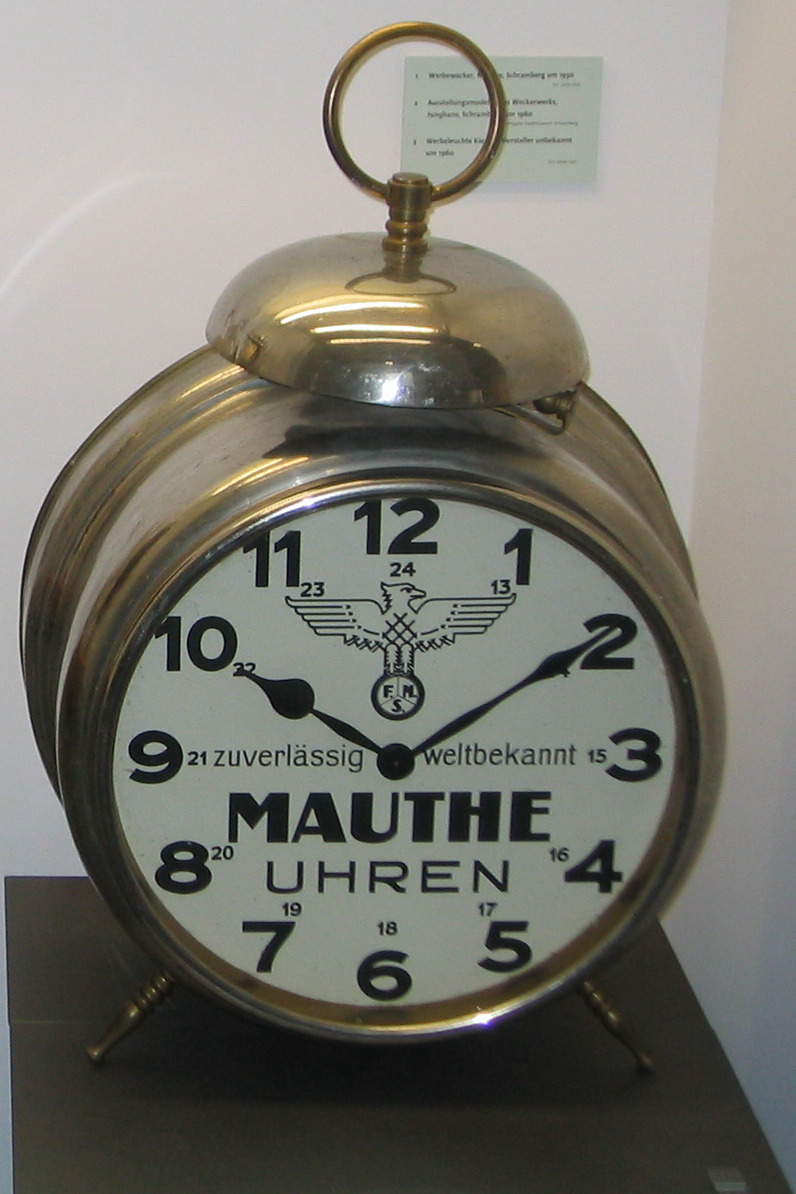
Werbewecker, um 1930

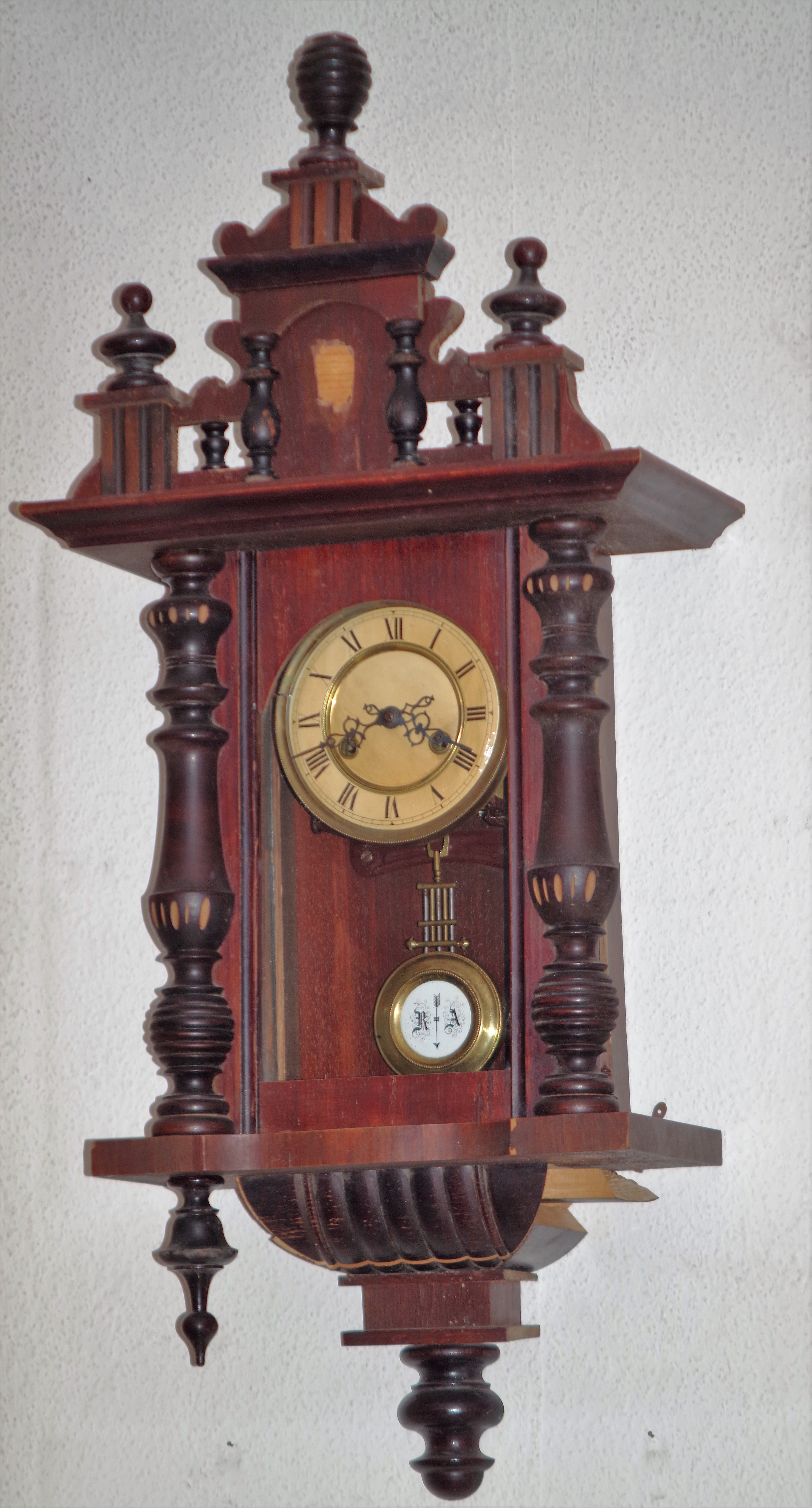
Regulator von Mauthe, (unrestauriert)

Mauthe war ein deutscher Uhrenfabrikant und eine Uhrenmarke.

## Entstehung
Das Unternehmen geht auf den Gründer und Gemischtwarenhändler Friedrich Mauthe zurück und ist mit der Uhrenproduktion im Schwarzwald eng verbunden. Mauthe gründete im Jahre 1844 in Schwenningen einen Uhrenteilehandel und vertrieb auch fertige Uhren von hausgewerblichen Uhrmachern der Umgegend. Ende der 1870er Jahre wurde mit der Fertigung eigener Uhren begonnen.
1872 trat der Sohn Christian Mauthe (1845–1909) in die Firma ein, die 1876 an ihn und seinen Bruder Jakob übergeben wurde. Die Brüder gingen von der handwerklichen zur industriellen Fertigung über, sie errichteten 1881 eine moderne Fabrik.
Mauthe hatte ab den 1890er Jahren einen Adler in den Fängen einen unterteilten Kreis mit den Initialen des Gründers F und M als Firmenzeichen verwendet.
Um 1900 beschäftigte der Uhrenhersteller mehr als 1.100 Personen und produzierte ein umfassendes Sortiment an Weckern, Pendelwanduhren, Standuhren, Buffetuhren und Bürouhren.

## Nachkriegszeit
Mauthe stellte seit 1946 auch Armbanduhren her. Dabei wurde als Logo Mauthe in Schreibschrift ohne Symbole verwendet.
Der Bekanntheitsgrad stieg in den 1950er Jahren, als Volkswagen die VW-Fahrzeughalter, die mit ihrem Volkswagen mit ein und demselben Motor und ohne nennenswerte Motorreparaturen 100.000 km zurückgelegt hatten, mittels einer Urkunde, einer goldenen Anstecknadel, einer Emailleplakette und einer Armbanduhr auszeichneten. Diese Uhren stammten von Mauthe und wurden in nicht unbeträchtlicher Zahl gefertigt.
Es handelt sich dabei um ein klassisch rundes Gehäuse, vergoldet, Edelstahl-Schraubboden, Lederband, schwarzes Zifferblatt mit römischen Ziffern, mit dem Signet „Mauthe 17 Rubis Antimagnetic Contrachoc“. Es kam entweder ein rechteckiges Formwerk von Mauthe Kal. 1001, 15 Jewels Handaufzug, Schraubenunruh oder ein rundes Werk  Mauthe Kal. 1002 zum Einsatz.
Für Volkswagen wurde aufgenommen „Großes VW-Firmenzeichen 100.000 Kilometer“.
Mauthe stellte eigene mechanische Werke her und hielt lange an dieser Technologie fest. Durch die Anfang der 1970er stark aufkommenden  Quarzwerke verlor die Firma Marktanteile und kam in finanzielle Schwierigkeiten. Ein Versuch, mit dem "Kiss-Kiss-Wecker" Marktanteile zurückzugewinnen, scheiterte. Die Insolvenz der Uhrenfabrik Mauthe im Jahre 1975 beendete eine über 130-jährige Firmengeschichte, die fünf Generationen in Familienbesitz überdauert hatte.
Auf dem früheren Firmengelände befindet sich heute ein Einkaufszentrum mit Parkhaus, das City-Rondell. Ein Tor des ehemaligen Werkes ist vor den brutalistischen Neubau der 1980er-Jahre  versetzt worden.
2011 wurde die Marke von Bernd Mauthe neu gegründet. Die Mauthe Uhrenmanufaktur stellt neben ihren Kollektionen auch Uhren auf Kundenwunsch her.